# Gwynne Shotwell
Gwynne Shotwell (z domu Rowley; ur. 23 listopada 1963) – amerykańska bizneswoman i inżynier. Jest Prezesem i Dyrektorem Operacyjnym w SpaceX, amerykańskiej firmie zajmującej się transportem kosmicznym, gdzie odpowiada za codzienną działalność i rozwój firmy. Od 2018 roku notowana przez magazyn Forbes jako 59 najpotężniejsza kobieta na świecie.